# Аурайя (округ)
Аурайя (англ. Auraiya district, хинди औरैया जिला) — округ в индийском штате Уттар-Прадеш. Административный центр — город Аурайя.

## История
Округ был образован 17 сентября 1997 года, когда 2 техсила (Аурайя и Бидхуна) отделились от округа Этавах и сформировали новый округ Аурайя.

## География
Округ Аурайя расположен в юго-западной части штата, в 64 км к востоку от города Этавах и 105 км к западу от города Канпур. Его площадь составляет 2054 км². Граничит с округами Каннаудж (на севере), Этавах (на западе), Рамабайнагар (на востоке) и Джалаун (на юге). Средняя высота территории округа над уровнем моря — около 133 м. Основные реки, протекающие по территории округа — Джамна и Сенгар. Джамна течёт по территории Аурайи на протяжении 112 км. Округ полностью расположен в пределах Индо-Гангской равнины, рельеф представлен главным образном речными долинами.

## Население
По данным переписи 2011 года население округа составляет 1 372 287 человек, что примерно соответствует населению такого государства, как Свазиленд. Плотность населения составляет 681 чел/км². Прирост населения за период с 2001 по 2011 года составил 16,3 %. Гендерный состав населения: 864 женщины на 1000 мужчин; уровень грамотности населения — 80,25 %.

## Транспорт
Через округ проходит национальное шоссе № 2 (National Highway 2) и железная дорога Дели — Хаора. Протяжённость железной дороги в пределах округа составляет 33 км и включает 8 станций, основные из которых — Ачалда, Пхапхунд и Канчауси.